# Tadhg Hickey
Tadhg Hickey est un polémiste irlandais, comédien, écrivain et réalisateur, connu pour son travail à la télévision, au théâtre et en particulier pour ses vidéos courtes sur les réseaux sociaux. Il s’est fait remarquer grâce à ses sketches portant sur des commentaires sociaux et politiques.

## Jeunesse et éducation
Hickey est né à Cork et a grandi à MacCurtain's Villas, Cork, Irlande. Il a grandi dans un milieu ouvrier, son père travaillant dans une usine de fabrication automobile. Il a été le premier de sa famille à aller à l’University College Cork, où il a étudié la philosophie. Dans une interview en 2023, il a déclaré qu’au début de l’âge adulte, il avait été influencé par des personnes comme Ricky Gervais, James Joyce, Kehinde Andrews, Steve Coogan, Claire Keegan, Roy Andersson et John Pilger.

## Carrière
En plus de son travail au théâtre, Hickey a également travaillé à la télévision et au cinéma. Certaines de ces productions, diffusées sur RTÉ, incluent Ronanism (2015), et The School (2017).
En tant qu’auteur, Hickey a écrit plusieurs pièces de théâtre, dont GATMAN et In One Eye, Out the Other, jouées dans des théâtres comme l’Everyman à Cork, le Smock Alley à Dublin, et le Playhouse à Derry.
En 2019, il a été finaliste pour un prix du « meilleur interprète » au Dublin Fringe Festival. Un court-métrage écrit par Hickey, intitulé Uisce Beatha, a remporté le deuxième prix au concours de courts-métrages Ford « 8 Minutes » en 2012.

### Satire politique et inspirations
Hickey a déclaré que sa comédie s’inspire de nombreuses sources, notamment la version britannique de The Office, l’œuvre de 1951 de J. D. Salinger, L'Attrape-cœurs, le roman Small Things like These de Claire Keegan publié en 2021, James Joyce, Kehinde Andrews, Steve Coogan (en particulier son personnage Alan Partridge) et John Pilger,. Il est également un partisan de l’indépendance galloise et écossaise.
À l’automne 2023, Hickey était en tournée au Royaume-Uni et en Irlande avec son spectacle de stand-up intitulé The Marxist Terrorist-Supporting Scumbag Tour. Ce spectacle portait sur des thèmes tels que les familles dysfonctionnelles et la décolonisation, ou comme il le disait lui-même, « sa raison d’être – tenter de démanteler le Royaume-Uni par le biais inhabituel de la comédie » .
Après l’attaque menée par le Hamas contre Israël en 2023, il a intensifié son engagement avec plusieurs sketches sur « l’hypocrisie » de la couverture médiatique par les médias occidentaux. L’activisme de Hickey en faveur de la Palestine l’a conduit à accepter une invitation à se rendre en Iran où, en mai 2024, il a reçu un prix lors du Sobh Media Festival. À Téhéran, il a assisté aux funérailles du président Ebrahim Raisi et a été filmé en train de scander « Mort à Israël » en farsi. Hickey a déclaré qu’un passant lui avait appris cette phrase et qu’il l’avait répétée sans connaître le farsi.
À la mi-2024, les vidéos de satire politique de Hickey sur les réseaux sociaux comptaient plus de 100 millions de vues à travers le monde.

## Vie personnelle
Hickey a deux filles et est un supporter du Celtic F.C.. Ancien alcoolique en rémission, il a écrit un livre sur son expérience de cette addiction. Dans une interview de 2022, il a déclaré avoir « remplacé cette addiction [à l’alcool] par une addiction au travail et aux réseaux sociaux » .
Il s’identifie comme un républicain irlandais. Lorsque les supporters de rugby irlandais ont adopté la chanson 'Zombie' de The Cranberries comme hymne non officiel pendant la Coupe du monde de rugby 2023, Hickey l’a qualifiée d’« hymne partitionniste » révélant une « incompréhension totale » de la part de ceux de la République d’Irlande sur « ce que subissaient les nationalistes de l’autre côté de la frontière » en Irlande du Nord.
En 2021, Hickey a récolté plus de 30 000 EUR pour le camp de réfugiés palestiniens d’Aida et a également participé à des collectes de fonds ainsi qu’à un jeûne de 24 heures organisé pour marquer la Journée internationale de solidarité avec le peuple palestinien. En octobre 2024, Hickey faisait partie des nombreux artistes irlandais ayant mené des manifestations contre l’utilisation de l’aéroport de Shannon et de l’espace aérien irlandais pour le transport d’armes dans le cadre du conflit israélo-palestinien en cours,.
Hickey a également été impliqué dans la campagne pour l’indépendance du Pays de Galles.
Un article du Jerusalem Post, publié en février 2025, suggérait que Hickey avait été sponsorisé (avec un groupe d’autres influenceurs occidentaux, dont le blogueur communiste Jackson Hinkle) pour se rendre à Beyrouth, au Liban, afin d’assister aux funérailles de Sayyed Hassan Nasrallah.